# Индийско-малавийские отношения
Индийско-малавийские отношения — двусторонние дипломатические отношения между Индией и Малави. Государства являются членами Организации Объединённых Наций, Содружества наций, Международного валютного фонда (МВФ) и Всемирного банка (ВБ).

## История
Торговые отношения между государствами восходят к XVIII веку, когда индийские торговцы (в основном гуджаратцы) прибыли в Африку. Индия установила дипломатические отношения с Малави в 1964 году. Премьер-министр Индии Индира Ганди посетила страну в 1964 году, чтобы принять участие в праздновании независимости Малави. Индийская дипломатическая миссия в Малави была закрыта в мае 1993 года, а интересы Индии в стране стали представляться через посольство в Замбии.
Малави открыла Высокую комиссию в Нью-Дели в феврале 2007 года. Несколько малавийских лидеров получили образование в университетах Индии, в том числе президент Бингу ва Мутарика и министр иностранных дел Джордж Чапонда. Бингу ва Мутарика получил степень бакалавра коммерции и степень магистра экономики в Делийском университете в 1961 и 1963 годах. Во время государственного визита в Индию в должности президента Малави Бингу ва Мутарика был удостоен почётной степени доктора литературы 4 ноября 2010 года. Джордж Чапонда учился в Делийском университете с 1963 по 1968 год.
В 1983 году первый президент Малави Хастингс Банда посетил Индию для участия в встрече глав правительств Содружества наций. Президент Бингу ва Мутарика посещал Индию с 2 по 7 ноября 2010 года. В ходе визита стороны подписали соглашение о сотрудничестве, а также Меморандумы о сотрудничестве, охватывающие области разработки минеральных ресурсов, развития сельских районов, здравоохранения и медицины. В ходе визита премьер-министр Индии Манмохан Сингх объявил, что вновь откроет Высокую комиссию в Малави в начале 2012 года. Высокая комиссия в Лилонгве была открыта в феврале 2012 года. Ванлалхума занимал должность первого Высокого комиссара в Малави с 21 июня 2013 года по 13 июня 2016 года. Суреш Кумар Менон вступил в должность второго Высокого комиссара в стране с 9 по 31 августа 2016 года. В январе 2019 году Анураг Бхусан занял должность третьего Верховного комиссара, которую занимал по 4 февраля 2021 года. С. Гопалакришнан вступил в должность четвертого Верховного комиссара Индии в Малави 13 марта 2021 года.
Вице-президент Индии Мохаммад Хамид Ансари посетил Малави 7—9 января 2010 года. Во время визита между государствами были подписаны соглашения о сотрудничестве в сельском хозяйстве и смежных отраслях, а также развитии малых предприятий в Малави. Также согласовали протокол консультаций между министерствами иностранных дел этих стран.
Малави поддерживает Индию в споре о принадлежности Кашмира, поддержала её позицию в Первом комитете Генеральной Ассамблеи ООН относительно ядерных испытаний в 1998 году, а также поддерживает кандидатуру Индии на постоянное место в Совете Безопасности ООН. Малави также проголосовала за избрание Индии в Совет ООН по правам человека в 2006 году.
После встречи министра тяжелой промышленности и государственных предприятий Индии Гоудары Сиддешвары и президента Малави Питера Мутарики в июле 2015 года последний высоко оценил отношения между двумя странами, заявив, что Малави получила от этих отношений большую выгоду. Питер Мутарика добавил, что: «в 2008 году мы получили щедрую кредитную линию от правительства Индии на сумму 163 миллиона долларов США, которая помогла нам в области развития сельского хозяйства, резервуаров для хранения нефти, завода по переработке сахара и наращивания потенциала. В 2010 году мы также получили кредит в размере 5 миллионов долларов США, который помог нам в области науки и техники, а также в сфере здравоохранения. Мы очень признательны Индии за это».

## Экономические отношения

### Торговля
В 2015 году Индия была третьим по величине торговым партнером Малави после Южно-Африканской Республики и Китая. В 2015 году Индия являлась 4-м по величине источником импорта в Малави и 7-м местом назначения по экспорту.
В 2014—2015 годах объём товарооборота между странами составил сумму 250,80 миллионов долларов США. Индия экспортировала в Малави товаров на сумму 214,02 миллиона долларов США, импортировала товаров на сумму 36,78 миллиона долларов США. Экспорт из Индии в Малави: текстильная пряжа, ткани, транспортное оборудование, фармацевтические препараты, машины и оборудование. Импорт Индии из Малави: бобовые, нут и другие сельскохозяйственные товары.
В соответствии с торговым соглашением, подписанным между государствами, они предоставили друг другу статус наибольшего благоприятствования. Малави также является бенефициаром индийской системы беспошлинных тарифных преференций для наименее развитых стран с апреля 2008 года, что позволяет Малави беспошлинно экспортировать некоторые товары в Индию. Внедрение этой системы привело к увеличению экспорта Малави в Индию на 1364,62 % в период с 2008-09 по 2009—2010 годы, что сместило торговый баланс в пользу Малави, хотя в последующие годы торговый баланс сместился обратно в пользу Индии.

### Инвестиции
В период с 2005 по 2016 год в Малави было зарегистрировано 96 индийских компаний. Индийские фирмы в стране участвуют в переработке агропродукции, химической промышленности, энергетике, финансовых услугах и страховании, пищевой промышленности, информационных технологиях, разработке программного обеспечения, логистике, текстиле, косметике, фармацевтике, цементе, производстве и индустрии гостеприимства. Bharti Airtel, Tech Mahindra, Hi Tos Linear Agency Pvt Ltd, Weismann Ltd, TATA, Mahindra, Godrej, Kirloskar, Ashok Leyland, TVS и Bajaj Auto, Tech Mahindra, L&T, Kalpataru Power Transmission Ltd — некоторые крупные индийские компании, работающие в стране. Компания Dhunseri Petrochem & Tea Ltd (DPTL) инвестировала в чайные плантации в Малави в 2012 году.
Высокая комиссия Малави в Нью-Дели 16 октября 2013 года открыла бизнес-центр в Торговой палате Южного Гуджарата в Сурате с целью стимулирования торговли и инвестиций из Индии в эту страну.

## Помощь Индии
В 2009 году Индия предоставила правительству Малави тракторы, дисковые бороны, тяжелую землеройную технику, грейдеры, бульдозеры и другое оборудование на сумму 22,91 миллиона долларов США. В 2009 году Индия объявила о проекте стоимостью 19,93 миллиона долларов США по строительству хлопкоочистительных заводов в Нгабу, Нгаре и Балаке. Заводы были открыты в 2012 году и переданы правительству Малави. Каждый завод производит 250 тюков (1 тюк = 250 кг) хлопка в день. Индия начала строительство хранилищ бензина и дизельного топлива в Лилонгве, Мзузу и Блантайре в марте 2013 года стоимостью 26,75 миллиона долларов США. Объекты были сданы в эксплуатацию и переданы Малави в октябре 2016 года.
В январе 2010 года Индия предоставила Малави грант в размере 5 миллионов долларов США. Также поставила правительству Малави научное и лабораторное оборудование, а также медицинское оборудование на сумму 3 миллиона долларов США. В августе 2015 года Малави были подарены тракторы и навесное оборудование на сумму 1 миллион долларов США, а также был предоставлен грант в размере 1 миллиона долларов США на создание Центра бизнес-инкубатора в Малави. 1 июля 2015 года Индия пожертвовала основные лекарства на сумму 1 миллион долларов США на операции по оказанию помощи при стихийных бедствиях, а в сентябре 2016 года передала лекарства и опоры для палаток Департаменту по борьбе со стихийными бедствиями Малави. Правительство Индии предоставило ещё гранты на 1 миллион долларов США в ответ на объявленное президентом Малави положение о стихийном бедствии в 2016 году.
Индия вложила 8,46 миллиона долларов США в строительство заводов по переработке дала в Ливонде и Лученце. Строительство заводов началось в сентябре 2015 года, и оба были сданы в эксплуатацию к июлю 2016 года. Страна потратила 33,64 миллиона долларов США на строительство сахарного завода в Салиме, где производится сахарный тростник. Строительство сахарного завода в Салиме началось в марте 2013 года и завершилось в октябре 2015 года. За 8 часов работы завод потребляет 1250 тонн сахарного тростника. За первые два месяца с начала работы завод произвел 300 тонн сахара.
Граждане Малави имеют право на стипендии в рамках Индийской программы технического и экономического сотрудничества и Индийского совета по культурным связям. Индия также передала технологии Малави в рамках программы ITEC.
Индия является предпочтительным местом для малавийцев, обращающихся за медицинской помощью. Индийские больницы принимают для оказания помощи граждан Малави.

### Индийцы в Малави
Миграция индийцев в Малави началась после того, как последняя стала британской колонией в 1891 году. Британцы переправили индийцев в Малави и Мозамбик для работы над железнодорожным проектом между двумя африканскими странами.
По состоянию на декабрь 2016 года в Малави проживают 8000 человек индийского происхождения, большинство из которых гуджаратцы. В основном они проживают в таких городах, как Лилонгве, Блантайр, Зомба и Мзузу. Большинство членов индийской общины, проживших в стране не одно поколение, имеют британское гражданство. Граждане Индии в стране в основном занимаются торговлей, сельским хозяйством и агробизнесом, фармацевтикой, розничной торговлей и гостиничным бизнесом.